# Lyonsiella abyssicola
Lyonsiella abyssicola är en musselart som först beskrevs av G. Sars 1872.  Lyonsiella abyssicola ingår i släktet Lyonsiella och familjen Verticordiidae. Inga underarter finns listade i Catalogue of Life.